# Чембулатов, Михаил Андреевич
Михаил Андреевич Чембулатов (1897, Стандрово — 10 января 1977, Стандрово, Мордовская АССР) — советский хозяйственный, государственный и политический деятель.

## Биография
Родился в 1897 году в селе Стандрово. Член ВКП(б) с 1931 года.
Участник Первой мировой и Гражданской войны. С 1930 года — на хозяйственной, общественной и политической работе. В 1930—1955 гг. — председатель колхоза села Стандрово, заместитель председателя Правления Теньгушевского районного кооперативного сельскосоюза, колхозсоюза, председатель Стардровского сельского Совета, заместитель председателя Исполнительного комитета Теньгушевского районного Совета, председатель ЦИК Мордовской АССР, председатель Президиума Верховного Совета Мордовской АССР, директор Кочемировского спиртового завода, председатель Исполнительного комитета Стандровского сельского Совета.
Избирался депутатом Верховного Совета СССР 1-го и 2-го созыва, Верховного Совета РСФСР 1-го созыва.
Умер в 1977 году в селе Стандрово.